# Clerodendrum heterophyllum
Espèce
Classification phylogénétique
Statut de conservation UICN

 CR  : 
En danger critique
Clerodendrum heterophyllum, ou Bois de chenille, est une espèce de plantes à fleurs de la famille des Lamiaceae. C'est un arbuste endémique des Mascareignes.

## Dénominations
A La Réunion, on l'appelle aussi Ti bois de chenille, Verveine malgache. Mais trois autres espèces portent également le nom de Bois de chenille : Volkameria heterophylla, Monarrhenus salicifolius, Monarrhenus pinifolius.
A l'île Maurice, elle est connue sous le nom de Bois cabri.
Le mot Clerodendron vient du grec "kleros" qui signifie chance, destin et "dendron" qui signifie l'arbre.

## Caractéristiques
Endémique de La Réunion et de l'île Maurice ainsi que des Mascareignes, l'espèce est protégée par l'arrêté ministériel du 27 octobre 2017 à La Réunion, sous le nom Volkameria heterophylla Vent. Elle se rencontre encore en forêt sèche et dans les ravines entre Saint-Paul et Saint-Leu . La régénération naturelle se fait difficilement. Elle fait partie du projet de reconstitution de la forêt semi-sèche de la Grande Chaloupe, Life+ Forêt sèche.
C'est un arbrisseau pouvant atteindre les 4 mètres de haut, au feuillage dense et hétérophylle. Les feuilles juvéniles sont longues et étroites alors que les feuilles adultes sont plus larges et lancéolées. Les fleurs, de couleur blanche, en bouquet, sont apiphiles. Sur l'espèce réunionnaise, les fruits sont des drupes vertes de 1,5 à 2,5 cm de long, à quatre lobes proéminents.
C'est une plante hôte des papillons Coelonia solani et de Acherontia atropos (sphinx tête de mort).

## Utilisations
Le Bois de chenille est utilisé comme plante ornementale à l'âge adulte. Cette plante peut être taillée en un beau spécimen touffu. Elle convient également à la culture du bonsaï.
En médecine traditionnelle, à La Réunion, le Bois de chenille est consommé en tisane contre la diarrhée et la dysenterie. En gargarisme, la tisane d'écorce est utilisée contre le croup ou la diphtérie. Le suc amer est tonique et fébrifuge. La décoction de feuilles est utilisée en bains contre les maladies vénériennes et la gale.